# 索拉特
索拉特（法語：Saurat，法語發音：[soʁat]）是法国阿列日省的一个市镇，属于富瓦区。

## 地名
该地名“Saurat”发音为[soʁat]，末尾字母“t”发音，《世界地名翻译大辞典》与《世界地名译名词典》将其误译作“索拉”。

## 地理
索拉特（42°52'40"N, 1°32'15"E）面积44.29 平方千米，位于法国奧克西塔尼大區阿列日省，该省份为法国西南部内陆省份，西部和北部与上加龙省接壤，东临奥德省，东南至东比利牛斯省接壤，南与安道尔和西班牙接壤。
与索拉特接壤的市镇（或旧市镇、城区）包括：贝代亚克和艾纳、勒博斯克、布瑟纳克、布拉萨克、加纳克、马萨特、蒙图略、拉巴-莱特鲁瓦塞尼厄尔。
索拉特的时区为UTC+01:00、UTC+02:00（夏令时）。

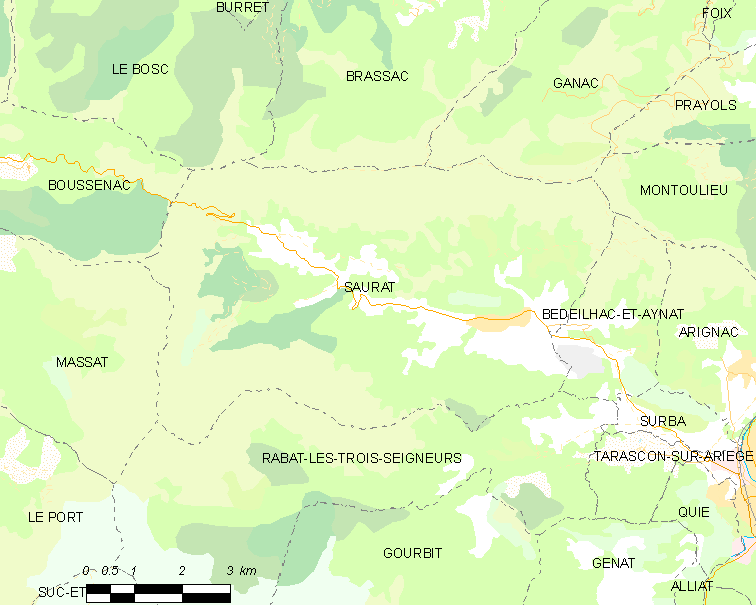
索拉特的OSM定位图

## 行政
索拉特的邮政编码为09400，INSEE市镇编码为09280。

## 政治
索拉特所属的省级选区为萨巴尔泰斯县。

## 人口

1962-2008年间索拉特人口变化图示

索拉特于2022年1月1日时的人口数量为697人。